# Galattosilacilglicerolo O-aciltransferasi
La galattosilacilglicerolo O-aciltransferasi è un enzima appartenente alla classe delle transferasi, che catalizza la seguente reazione:
acil-(proteina trasportante acili) + sn-3-D-galactosil-sn-2-acilglicerolo ⇄ (proteina trasportante acili) + D-galattosildiacilglicerolo
L'enzima trasferisce i gruppi acili a lunga catena alla posizione sn-1 del residuo di glicerolo.